# Coleman Coliseum
 (août 2024).
Le Coleman Coliseum est une salle de basket-ball située à Tuscaloosa, Alabama. Les locataires sont les Alabama Crimson Tide.